# علي عيد
علي عيد (من مواليد 14 يوليو 1940 - 25 ديسمبر 2015) هو زعيم علوي و زعيم الحزب الديموقراطي اللبناني العربي هو حزب مؤيد لنظام الاسد خلال الحرب الأهلية اللبنانية والثورة السورية.

## سيرة
ولد في طرابلس لبنان هو الابن البكر للعيد يوسف تاجر القمح المشهور ذهب عيد إلى الولايات المتحدة الأمريكية لدرسة الكيمياء.